# Kieran Reilly
Kieran Reilly (* 12. Juli 2001 in Newcastle upon Tyne) ist ein britischer BMX-Freestyle-Fahrer. Er ist Spezialist der Variante Park, in der er 2023 Weltmeister wurde.

## Sportlicher Werdegang
Reilly wuchs in Gateshead auf, wo er als Kind jede freie Minute auf dem Skatepark verbrachte. Mit 11 Jahren fuhr er seinen ersten Wettbewerb, bei dem er stürzte und das Bewusstsein verlor. 2018 trat Reilly erstmals beim Festival des sports extrêmes (FISE) in Montpellier auf, 2019 gewann er dort den Preis für den besten Trick. 2020 wurde er von Red Bull unter Vertrag genommen und konnte sich voll dem Sport widmen. Anfang 2022 schaffte er im Training als erster Fahrer der Welt einen Triple Flair, ein dreifacher Rückwärtssalto mit halber Drehung.
In Wettkämpfen belegte er 2022 zweite Plätze bei den nationalen Meisterschaften und den Europameisterschaften in München und erreichte erstmals das Finale der Weltmeisterschaften. Sein endgültiger Durchbruch kam 2023, als er im Juni bei den Europaspielen gewann, die auch als Europameisterschaften zählten, und im August vor heimischen Publikum in Glasgow bei den Weltmeisterschaften. Im Oktober fügte er dieser Serie noch seinen ersten britischen Meistertitel hinzu.
In den X-Games wurden ihm 2023 bei Veranstaltungen in Chiba und in Kalifornien jeweils Medaillen in der Kategorie „Bester Trick“ verliehen. Im UCI-BMX-Freestyle-Weltcup brachte er es 2022 und 2023 auf je eine Podestplatzierung; 2023 war er in der Gesamtwertung Zweiter. In der Olympischen Qualifikationsserie 2024 kam er auf den zweiten Rang und verschaffte sich so einen Platz im olympischen Freestyle-Wettkampf, wo er die Silbermedaille gewann.

## Erfolge
2022
 Europameisterschaften
2023
 Weltmeister
 Europameisterschaften / Europaspiele
 Britischer Meister
2024
 Olympische Spiele
 Europameisterschaften